# 三喜俊典
三喜 俊典（みき としのり、1950年9月7日 - ）は、日本の実業家。元日鉄日新製鋼社長、会長。

## 人物
福岡県出身。山口大学工学部を1975年3月に卒業。
日新製鋼株式会社・堺製造所勤務、薄板・表面処理事業本部商品開発部長、執行役員、常務執行役員、名古屋支社長、取締役常務執行役員などを経て、社長兼CEO（最高経営責任者）に就任。
そして社長を後任託して、会長に就任。2019年会長退任。同社相談役。

## 経歴
- 1975年4月 日新製鋼株式会社に入社
- 2002年10月 薄板・表面処理事業本部商品開発部長
- 2003年6月 執行役員
- 2007年4月 常務執行役員
- 2008年4月 名古屋支社長
- 2010年6月 取締役常務執行役員、販売総括を担当
- 2011年4月 代表取締役社長[1]
- 2013年10月 日新製鋼株式会社と日本金属工業株式会社の経営統合により日新製鋼ホールディングス株式会社を設立。
- 2014年4月 日新製鋼株式会社と日本金属工業株式会社を吸収合併し、日新製鋼ホールディングス株式会社から社名を日新製鋼株式会社に変更し、新生「日新製鋼」として新たに発足した。
- 2016年2月2日 日新製鋼は新日鐵住金に買収され、呉製鉄所にある二基の内一基を2019年度に休止[2]
- 2017年6月27日 会長に就任[1]
- 2019年4月 日鉄日新製鋼取締役相談役[3]
- 2019年6月 相談役
- 2020年4月 日本製鉄顧問